# 钝尾鰕虎鱼属
钝尾鰕虎鱼属，为輻鰭魚綱鰕虎鱼目鰕虎亞目鰕虎科一个属。

## 下属物种
- 六絲鈍尾鰕虎魚（Amblychaeturichthys hexanema）：又稱六線長鯊。
- 斑鰭鈍尾鰕虎魚（Amblychaeturichthys sciistius）

## 扩展阅读
- 維基物種上的相關：钝尾鰕虎魚属
- WoRMS数据：http://www.marinespecies.org/aphia.php?p=taxdetails&id=268278 （页面存档备份，存于）